# Therizinosauria
De Therizinosauria zijn een groep dinosauriërs behorend tot de Maniraptora.
Deze klade werd als eerste gedefinieerd door Dale Alan Russell in 1997, maar op een weinig exacte manier: alle bekende therizinosauriërs en alle soorten nauwer aan hun verwant dan aan Oviraptorosauria, Ornithomimosauria en Troodontidae.
Paul Sereno gaf in 2005 als eerste een exacte definitie: de groep bestaande uit Therizinosaurus cheloniformis en alle soorten nauwer verwant aan Therizinosaurus dan aan Ornithomimus edmontonicus, Tyrannosaurus rex, Shuvuuia deserti en  Oviraptor philoceratops.
De groep bestaat uit zeer gespecialiseerde bevederde theropoden uit het Krijt van Azië en Noord-Amerika, die gezien hun gebit kennelijk planteneters zijn geworden en lange armen met enorme klauwen hebben. Sommige vormen werden reusachtig groot.
De Therizinosauria omvatten per definitie de Therizinosauroidea. Meer basale therizinosauriërs zijn wellicht Falcarius en Thecocoelurus.